# Ordoño IV. (León)

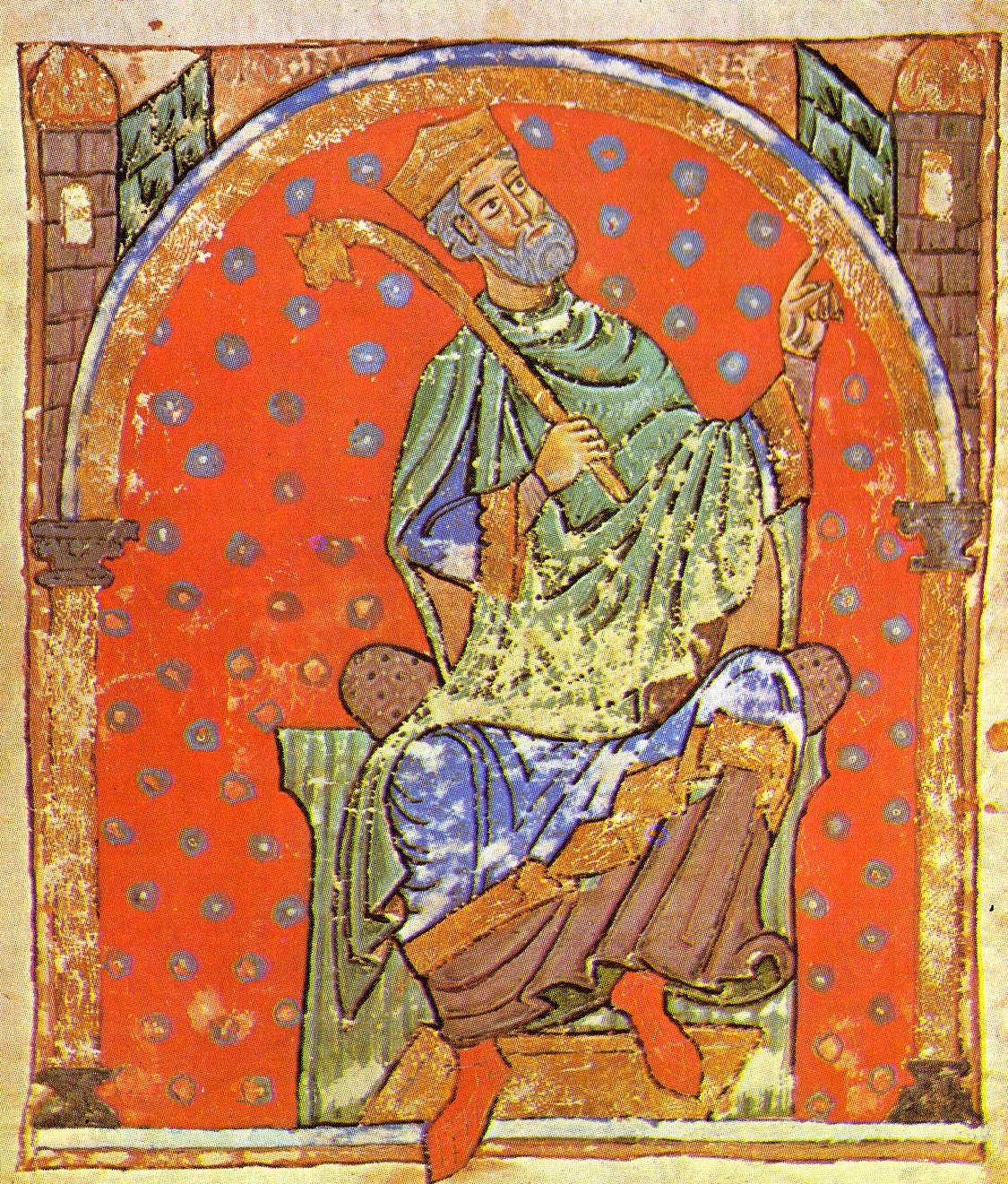
Ordoño IV. von León

Ordoño IV. der Böse (* 926 in Córdoba; † 962) war Sohn des Königs Alfons IV. von León und Neffe von Ramiro II. von León. Er war König von Léon von 958 bis 960. Er unterbrach die Herrschaft von Sancho I. von León für zwei Jahre.
Ordoño gewann den Thron mit Hilfe des Grafen von Kastilien Fernán González, dessen Tochter er heiratete, und der Unterstützung des kastilischen und galicischen Adels. Als er 958 den Thron bestieg, heiratete er Urraca, die Tochter des Grafen von Kastilien. Die Ehe blieb kinderlos. Er wurde jedoch bereits 960 durch eine Intervention des Königreichs Navarra vom Thron vertrieben.
Nach dem Verlust seines Throns floh er nach Asturien und dann nach Burgos. Dort verließ er seine Frau und verlor so die Unterstützung des kastilischen Hofes. Er war gezwungen, sich an den Kalifen von Córdoba zu wenden, der ihm bis zu seinem Tod jedoch nicht zu Hilfe kam. 
Siehe auch: Haus Asturien